# 天應站
天應站（日语：／ Tennō eki */?）是位於廣島縣吳市天應鹽谷町3番1號，西日本旅客鐵道（JR西日本）的吳線車站。車站編號為JR-Y10。

## 歷史

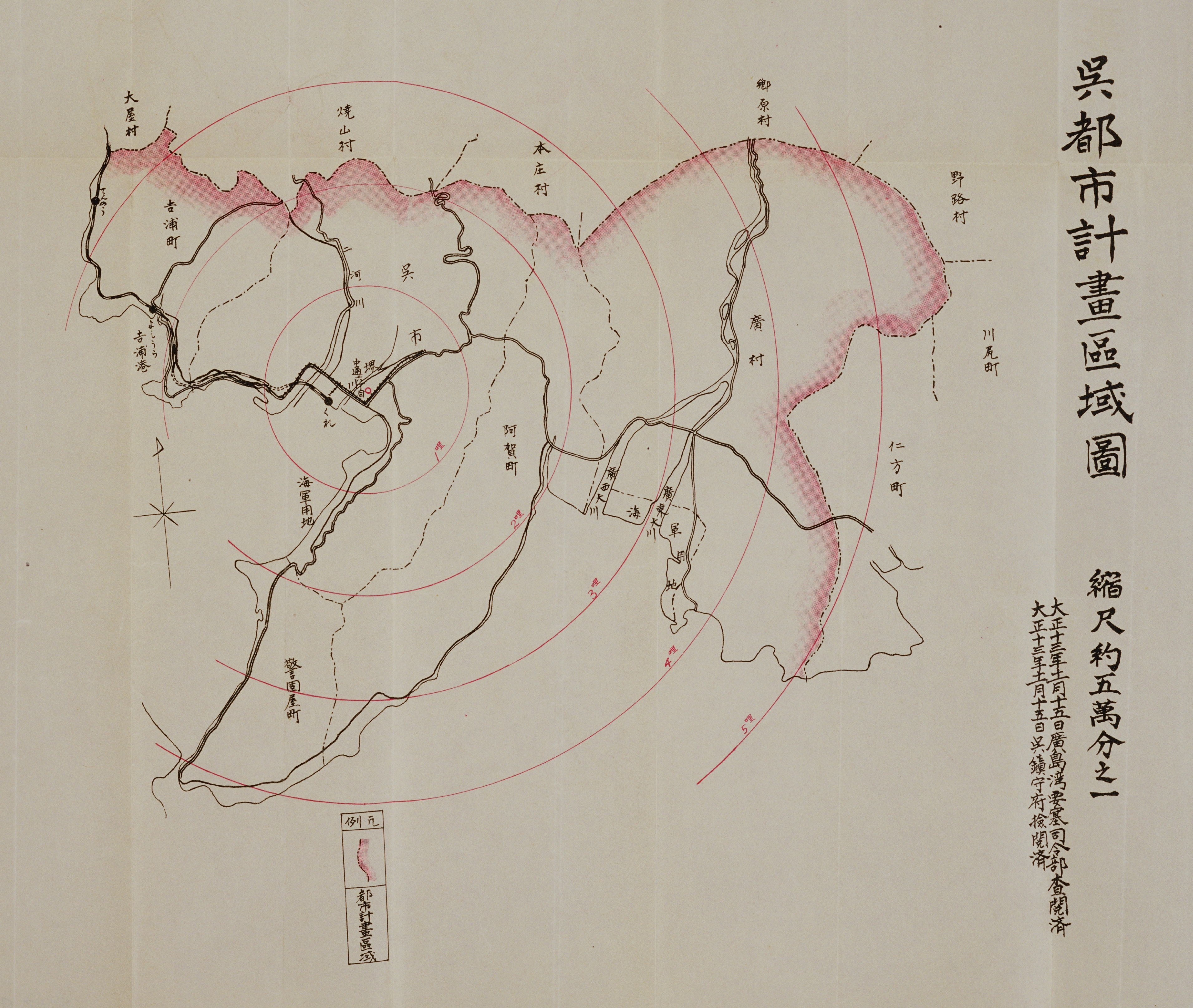
1924年的都市計劃圖

- 1903年（明治36年）12月27日 - 官設鐵道海田市站至吳站之間開通，此站啟用。
- 1904年（明治37年）12月1日 - 路線租借給山陽鐵道，成為山陽鐵道車站。
- 1906年（明治39年）12月1日 - 隨著山陽鐵道被國有化（日语：鉄道国有法），再次成為官設鐵道車站。
- 1909年（明治42年）10月12日 - 制定路線名稱，成為吳線車站。
- 1963年（昭和38年）2月1日 - 終止貨物起卸業務。
- 1987年（昭和62年）4月1日 - 伴隨國鐵分割民營化，車站由西日本旅客鐵道（JR西日本）營運。
- （日期不詳） - 此站變為業務委託車站，委托JR西日本廣島Maintec（日语：JR西日本広島メンテック）負責車站業務。
- 2004年（平成16年）10月 - 窗口營業時間中引入中途休息時段。[1]
- 2007年（平成19年）
  - 6月30日 - 車站內設置了可支援ICOCA的簡易IC卡閘機。
  - 9月1日 - 此站開始可以使用IC卡「ICOCA」。
- 2018年（平成30年）
  - 4月1日 - 當日起成為整日無人車站[2]。
  - * 2018年（平成30年）
  - 7月6日 - 發生雨災使車站暫停營業。
  - 9月9日 - 廣站至坂站之間重開[注 1][4]。

## 車站構造
車站是一座地面車站，設有1面2線的島式月台，可進行列車交會。車站大樓位於路線東邊，車站大樓與月台之間設有跨線橋連接。大樓設有自動閘機，自動閘機是一座不會開關機的閘機。
此站是由吳站管理的無人車站。曾經此站是業務委託車站，委托JR西日本廣島Maintec，當時設有POS終端和窗口進行售票業務。此站可使用ICOCA與其可互相使用的IC卡。
大樓閘內設有濕廁。

### 月台
| 月台         | 路線 | 上下行 | 方向             |
| ------------ | ---- | ------ | ---------------- |
| 車站大樓一方 | 吳線 | 上行   | 吳、竹原方向     |
| 車站大樓對面 | 吳線 | 下行   | 海田市、廣島方向 |

此站沒有編排月台編號。

## 使用狀況
以下為1日平均乘車人次：
| 年度               | 1日平均 乘車人次 |
| ------------------ | ---------------- |
| 1999年（平成11年） | 1,045            |
| 2000年（平成12年） | 1,003            |
| 2001年（平成13年） | 968              |
| 2002年（平成14年） | 933              |
| 2003年（平成15年） | 920              |
| 2004年（平成16年） | 923              |
| 2005年（平成17年） | 885              |
| 2006年（平成18年） | 868              |
| 2007年（平成19年） | 886              |
| 2008年（平成20年） | 880              |
| 2009年（平成21年） | 838              |
| 2010年（平成22年） | 825              |
| 2011年（平成23年） | 808              |
| 2012年（平成24年） | 785              |
| 2013年（平成25年） | 773              |
| 2014年（平成26年） | 724              |
| 2015年（平成27年） | 736              |
| 2016年（平成28年） | 704              |
| 2017年（平成29年） | 667              |
| 2018年（平成30年） | 562              |

## 車站周邊
車站對出設有國道31號和中國化藥總部。在車站旁設有棧橋和江田島工場，以及設有中國火藥專用船運行。
- 廣島吳道路 天應東方匯處（日语：天応東インターチェンジ）
- 吳市役所天應分所（位於此站與吳波多比亞站之間）
- 廣電巴士（日语：広電バス）「汐見町」巴士站

## 相鄰車站
西日本旅客鐵道（JR西日本）
 吳線
■快速「通勤快車」、■快速「安藝路快車」
通過
■普通
狩留賀濱（JR-Y11）－天應（JR-Y10）－吳波多比亞（JR-Y09）

## 注腳

## 外部連結
- 天應｜車站資訊：JR出門網 - 西日本旅客鐵道（日語）